# Leest (gereedschap)

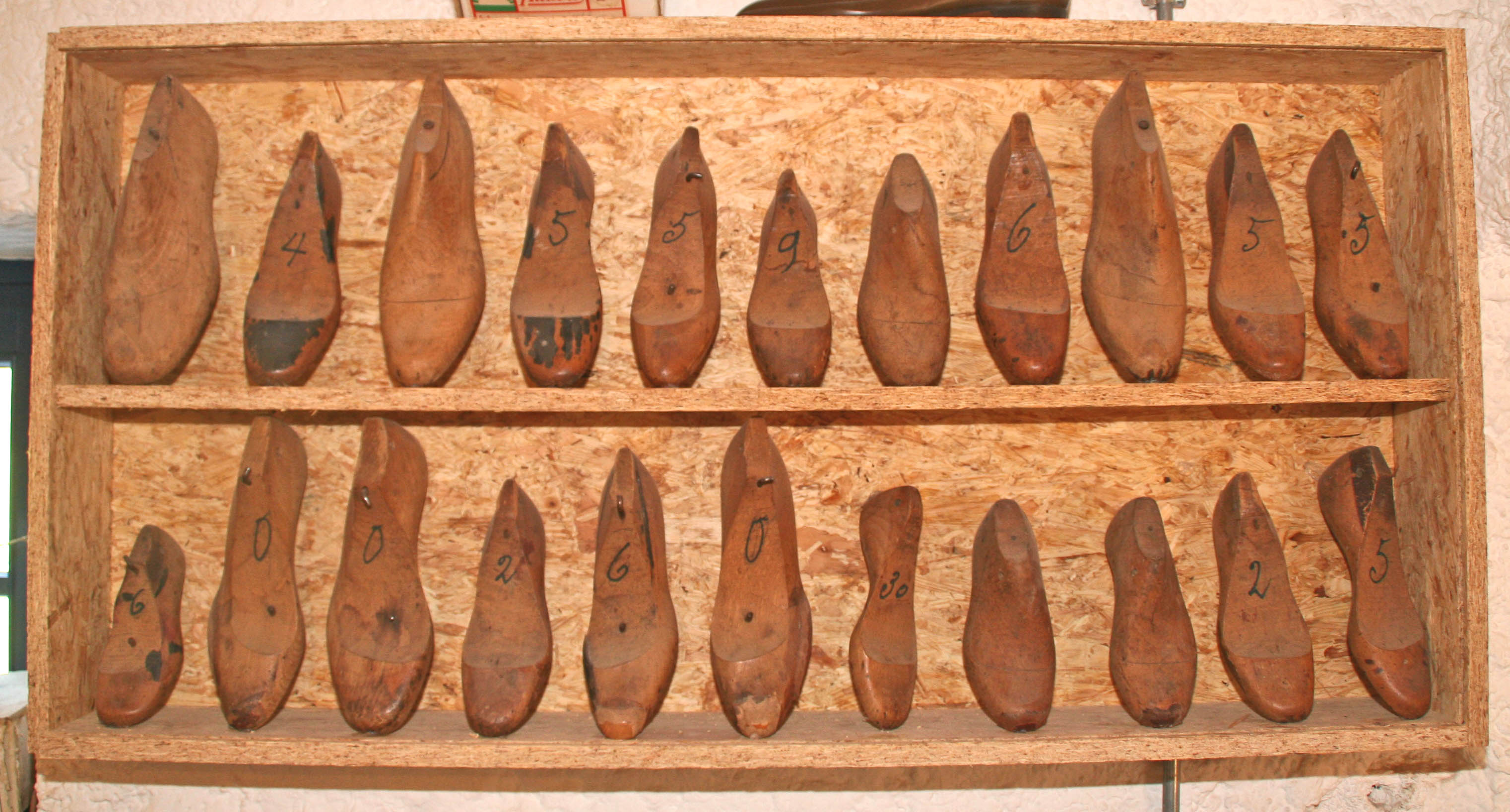
Houten leesten

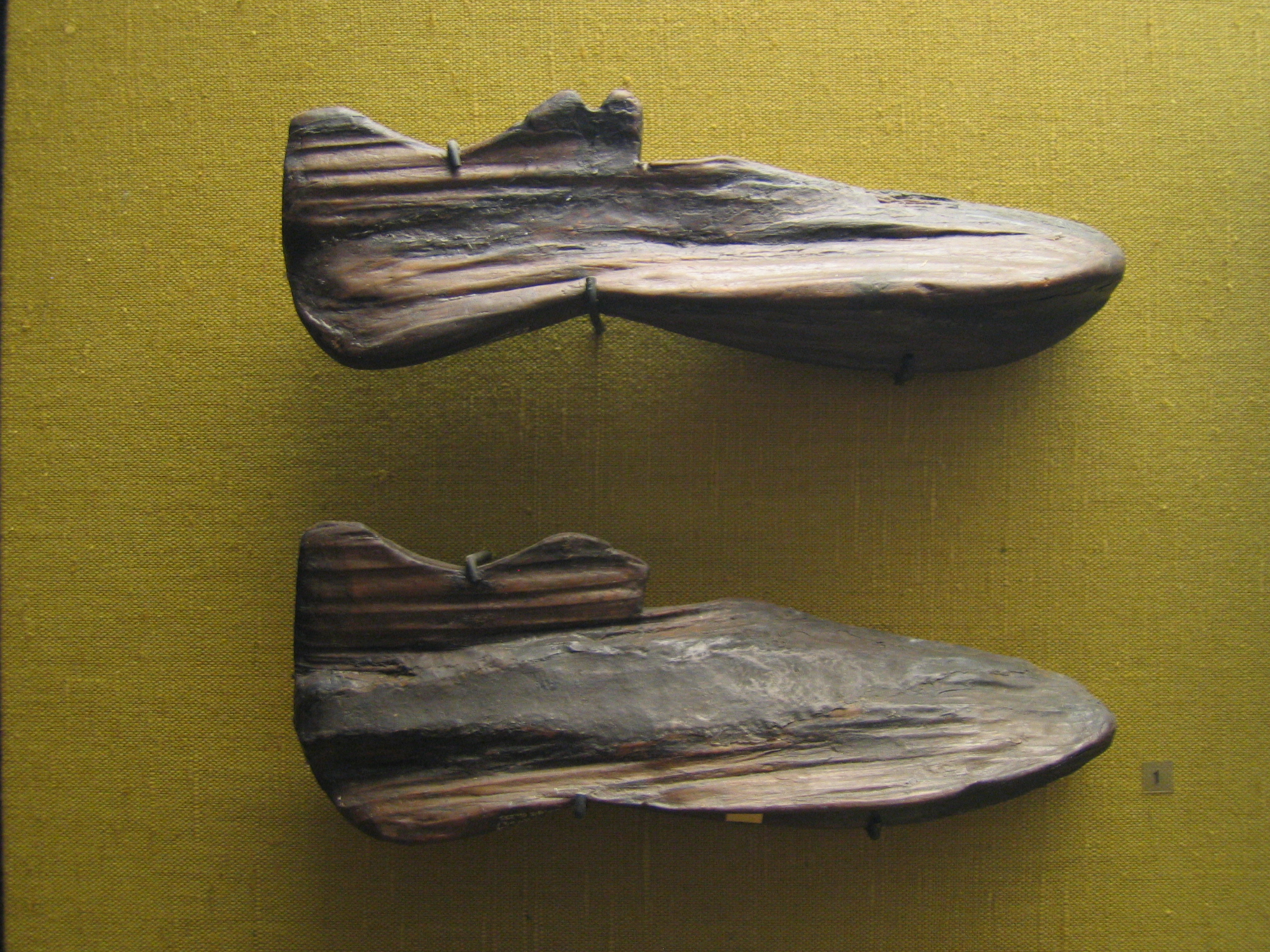
Leesten uit een Alemannische begraafplaats bij Oberflacht in Duitsland (7e eeuw)

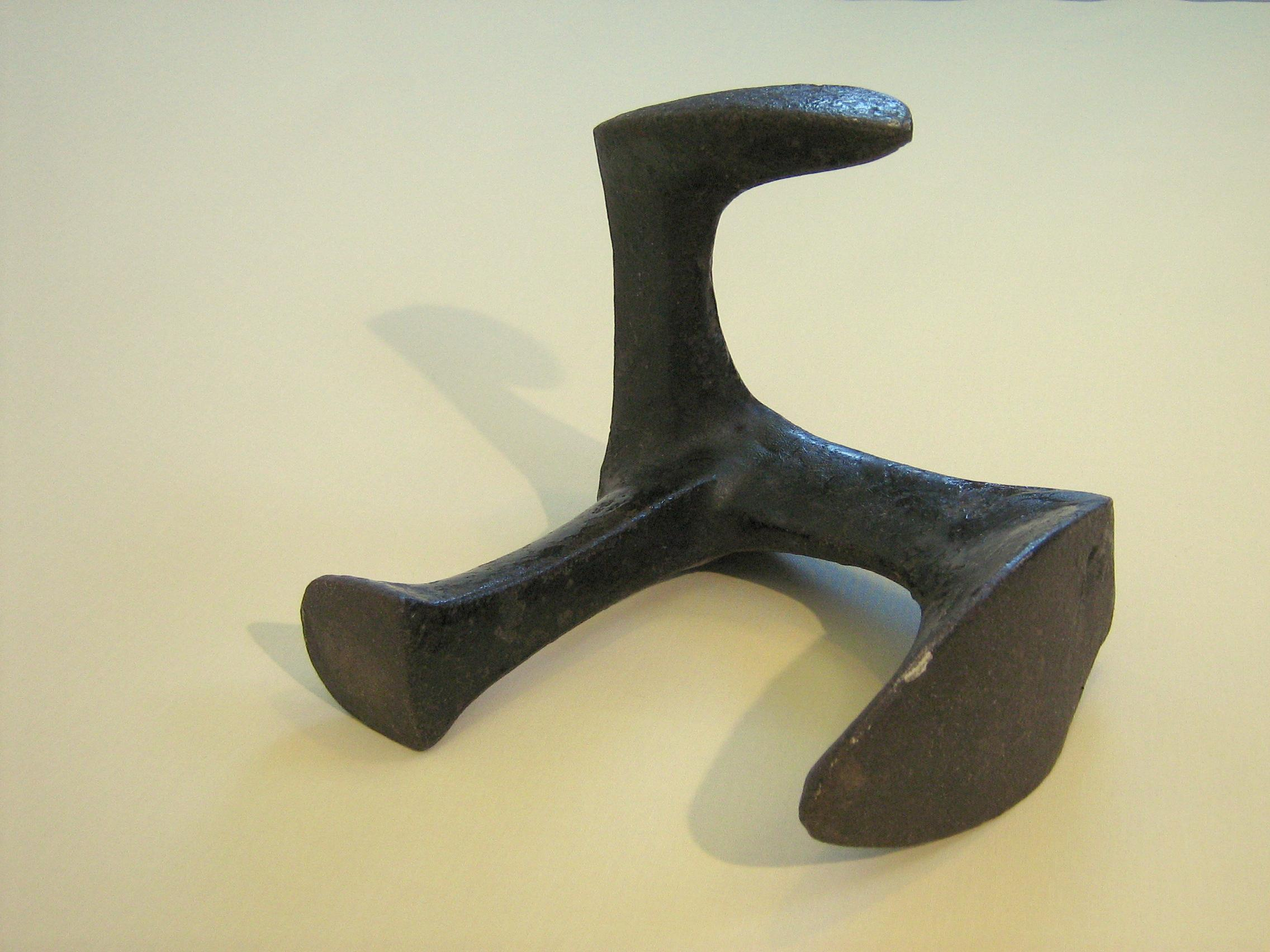
Een stalen schoenmakersdrievoet, vaak ook leest genoemd

Een leest is een houten, kunststof, metalen of ook wel aluminium vorm die wordt gebruikt voor schoenreparaties of het maken van schoenen.
Een leest is in grote lijnen gemaakt in de vorm van een voet, waarbij de leren schacht oftewel de bovenkant van de schoen op de leest wordt geplaatst om de vorm van de leest aan te nemen. Vervolgens wordt de zool gemonteerd.
Tot midden jaren zestig werd er door de Amerikaanse en Europese schoenindustrie doorgaans op houten leesten geproduceerd. Na de komst van kunststof werd bij de schoenproductie op kunststof leesten overgeschakeld. Kunststof had voor de leestenfabriek als voordeel dat kunststof, in tegenstelling tot hout, geen droogtijd nodig had. Daarnaast waren kunststof leesten goedkoper en vormvaster. Hout kan bij te veel warmte krimpen of door vocht uitzetten, wat invloed kon hebben op de uiteindelijke vorm en pasvorm van de schoen.
Tot eind jaren tachtig was het in Taiwan gebruikelijk om aluminium leesten te gebruiken. Wanneer de leesten niet meer werden gebruikt, werden ze omgesmolten om er vervolgens nieuwe leesten van te gieten. Aluminium leesten zijn gemaakt uit een vaste vorm van neus tot hiel. Een houten of kunststof leest daarentegen kan men op de helft van de lengte openscharnieren. De voorste partij van de leest, de wreef met neus, wordt naar boven of onderen geklapt. Zodoende kan men de gezwikte schoen (leren bovenkant/schacht met zool) van de leest halen zonder de schoen te vervormen. Omdat een aluminium leest niet op de helft opengescharnierd kan worden, wordt het moeilijker de schoen van de leest te halen, met als gevolg dat de schoen vervormt.
Voor het doen van schoenreparaties wordt de schoenmakersdrievoet gebruikt, die eveneens vaak leest wordt genoemd. Hij is meestal van staal en heeft drie uiteinden met verschillende vormen. De leest staat op twee uiteinden, en de vorm die gebruikt wordt staat naar boven.
Spreekwoorden met leest:
- schoenmaker blijf bij je leest
- slank van leest
- alles op dezelfde leest schoeien